# Jaka Daneu
Jaka Daneu (Lubiana, 3 febbraio 1971) è un ex cestista sloveno, fino al 1991 jugoslavo.

## Carriera
Con la Slovenia ha disputato quattro edizioni dei Campionati europei (1993, 1995, 1997, 1999).

## Palmarès
- Coppa di Slovenia: 7

Union Olimpija: 1992, 1993, 1994, 1995, 1997, 1998, 1999
- Coppa d'Europa: 1

Union Olimpija: 1993-94